# 米却肯州
米卻肯州（西班牙語：Michoacán，發音：[mitʃoaˈkan] ⓘ）是墨西哥的一個州，南臨太平洋。州名最初在納瓦特爾語是「漁民」的意思，經過西班牙語轉為「漁民之家」。
米却肯州是历史王国普雷佩查的发源地，其都城钦聪灿位于米却肯州境内。现有历史遗址钦聪灿遗址。